# CREB3L1
CREB3L1‏ (CAMP responsive element binding protein 3 like 1) هوَ بروتين يُشَفر بواسطة جين CREB3L1 في الإنسان.